# Vrist Station
Vrist Station er en jernbanestation i Vrist.